# Zui hao de wo men
Zui hao de wo men (最好的我们S), conosciuto anche con il titolo internazionale in inglese My Best Summer, è un film del 2019 scritto e diretto da Disa Zhang.

## Trama
La vita di Geng Geng si rivoluziona completamente quando incontra Yu Hai, suo compagno di banco nella prestigiosa scuola superiore Zhen Hua. Tra i due si viene a creare una grande amicizia, che poi si trasforma in amore.

## Distribuzione
In Cina, la pellicola è stata distribuita a partire dal 6 giugno 2019.